# Les Révoltés du Danaé
Pour plus de détails, voir Fiche technique et Distribution.
Les Révoltés du Danaé est un film français réalisé par Georges Péclet, sorti en 1952.

## Fiche technique
- Titre : Les Révoltés du Danaé
- Réalisation : Georges Péclet
- Scénario : André Chauvin
- Photographie : Willy
- Musique : Marceau Van Hoorebecke
- Montage : Éliane Bensdorp
- Production : Société Française de Production
- Pays d'origine :  France
- Genre : Comédie dramatique
- Durée : 78 minutes
- Date de sortie :
  - France : 7 novembre 1952

## Distribution
- Robert Berri : le commandant Handson
- Zina d'Harcourt (Zina Rachevsky) : Danaé
- Jean Lara : Pierre Ricardo
- Michel Vadet
- Alain Terrane
- Jean Panisse